# Estación de Arcos de Jalón
Arcos de Jalón es una estación ferroviaria situada en el municipio español homónimo en la provincia de Soria, comunidad autónoma de Castilla y León. Cuenta con servicios de Media Distancia.

## Situación ferroviaria
La estación se encuentra en el punto kilométrico 182 de la línea férrea de ancho ibérico que une Madrid con Barcelona a 976,5 metros de altitud, entre las estaciones de Jubera y Santa María de Huerta. El tramo es de doble vía y está electrificado.

## Historia

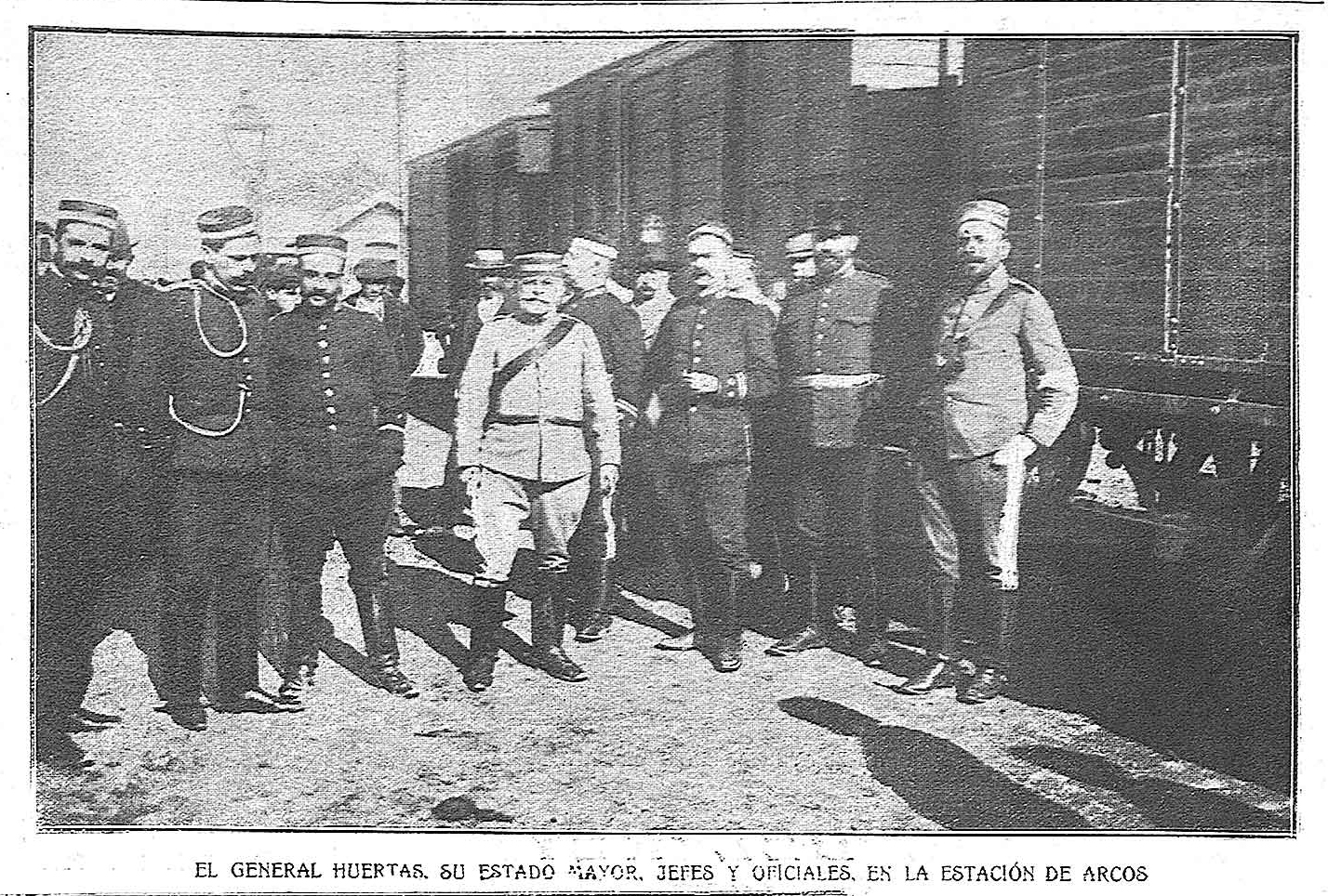
Militares en la estación de Arcos de Jalón en 1904

La estación fue inaugurada el 25 de mayo de 1863 con la apertura del tramo Medinaceli-Zaragoza de la línea férrea Madrid-Zaragoza por parte de la Compañía de los Ferrocarriles de Madrid a Zaragoza y Alicante (MZA). En 1941, la nacionalización del ferrocarril en España supuso la integración de MZA en la recién creada RENFE.  
Desde enero de 2005 Renfe Operadora explota la línea mientras que Adif es la titular de las instalaciones ferroviarias.
Entre 1964 y 2015 efectuó parada el "Estrella Costa Brava". La madrugada del 7 de abril de 2015 efectuó por última vez este servicio, dejando sin trenes de Larga Distancia a esta estación, una de las más importantes entre Zaragoza y Guadalajara.

## La estación

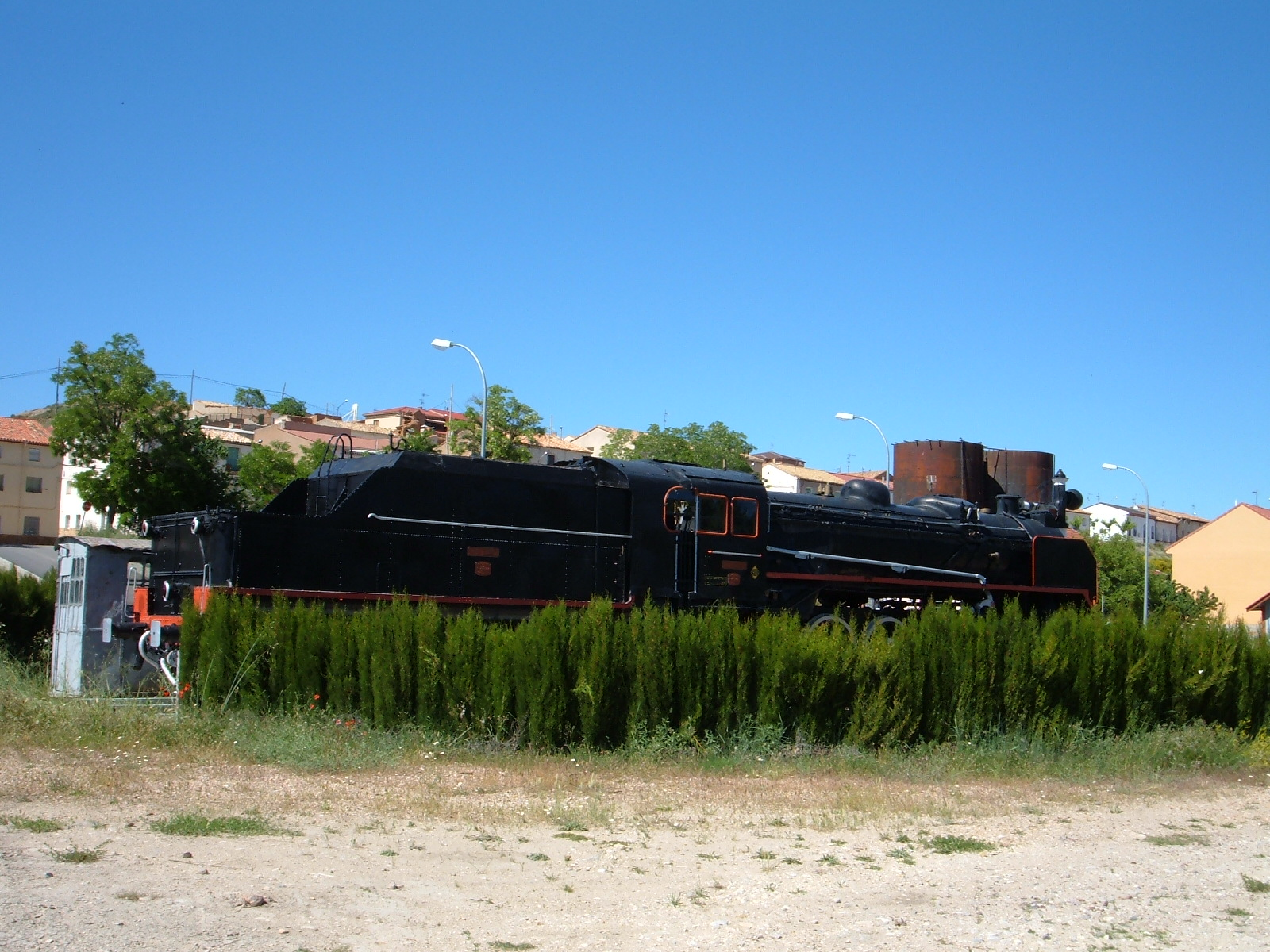
Locomotora "Mikado" 141F-2263, situada en la antigua placa giratoria.

El edificio para viajeros es una estructura de planta baja y disposición lateral a la vía. Su fachada principal posee siete huecos repartidos entre tres puertas de acceso al recinto y cuatro ventanas. Posee dos andenes —uno lateral y otro central— y un total de cinco vías. Fruto de su Depósito de locomotoras de vapor, cerrado en la década de 1970, conserva una locomotora Mikado junto a una aguada y una placa con rotonda.
El número de viajeros en 2018 fue de 25 viajeros/día. El horario de la estación es de 9.05 h a 18.45 h

## Servicios ferroviarios

### Larga Distancia
La puesta en marcha de la línea de alta velocidad entre Madrid y Barcelona en 2003 supuso una drástica reducción del tráfico de grandes líneas. En la actualidad no circula ningún servicio de Larga Distancia por esta línea desde que el Estrella Costa Brava con origen en Madrid-Chamartín y destino Cerbère dejó de circular en abril de 2015.

### Media Distancia
Renfe presta servicio de Media Distancia gracias a sus trenes Regionales, y Regional Exprés ofreciendo trayectos cuyos destinos principales son Madrid, Lérida y Barcelona.

Toda la información y horarios la puede descargar de la página de Amigos del Ferrocarril de Castilla-La Mancha.